# Lepidostoma taichungense
Lepidostoma taichungense is een schietmot uit de
familie Lepidostomatidae. De soort komt voor in het Oriëntaals gebied.